# Рейносо, Карлос
Ка́рлос Э́нсо Рейно́со Вальдене́гро (исп. Carlos Enzo Reinoso Valdenegro; 7 марта 1945, Сантьяго) — чилийский футболист и футбольный тренер. Выступал на позиции полузащитника. Участник чемпионата мира 1974 года, на котором принял участие во всех матчах чилийской сборной.

## Карьера

### Клубная
Карлос Рейносо дебютировал в составе «Аудакс Итальяно» в сезоне 1962 года. В своём первом клубе Рейносо не выиграл ни одного титула, но с 28 мячами стал лучшим бомбардиром чемпионата Чили 1968 года. В середине 1970 года Рейносо уехал в Мексику и стал выступать в клубе «Америка» из Мехико. Именно в «Америке» Рейносо достиг самых больших успехов в своей карьере. За 9 сезонов проведённых в «Америке» Рейносо стал настоящим лидером команды и стал с ней 2-кратным чемпионом Мексики, обладателем Кубка и Суперкубка Мексики, обладателем Кубка Чемпионов КОНКАКАФ 1977 года и обладателем Межамериканского кубка 1978 года. Во втором матче финала плей-офф сезона 1970/71 именно Рейносо забил первый и как оказалось победный мяч в ворота «Толуки». Сезон 1975/76 «Америка» закончила с уникальным достижением, в 6 матчах плей-офф они не пропустили ни одного гола. Так же Рейносо является автором победного гола на 119-й минуте финального поединка Межамериканского кубка 1978 года с «Бокой Хуниорс».

### В сборной
В сборной Чили Рейносо дебютировал 20 апреля 1966 года в матче со сборной Бразилии, завершившимся со счётом 2:1. В составе сборной Рейносо принял участие в чемпионате мира 1974 года и Кубке Америки 1975 года. Свой последний матч за сборную Рейносо сыграл в отборочном турнире к чемпионату мира 1978 года против сборной Перу 26 марта 1977 года, тот матч чилийцы проиграли со счётом 0:2, из-за чего не смогли выйти в финальный турнир. Всего же за сборную Рейносо сыграл 33 официальных матча, в которых забил 7 голов.
| №  | Дата             | Соперник  | Счёт | Голы | Турнир                     |
| 1  | 20 апреля 1966   | Бразилия  | 2:1  | -    | Кубок Бернардо О’Хиггинса  |
| 2  | 19 мая 1966      | Бразилия  | 0:1  | -    | Товарищеский матч          |
| 3  | 11 декабря 1966  | Колумбия  | 0:0  | -    | Отборочный матч к ЧЮА 1967 |
| 4  | 15 августа 1967  | Аргентина | 1:0  | -    | Товарищеский матч          |
| 5  | 19 сентября 1967 | Бразилия  | 0:1  | -    | Товарищеский матч          |
| 6  | 8 ноября 1967    | Аргентина | 3:1  | 1    | Товарищеский матч          |
| 7  | 13 декабря 1967  | Венгрии   | 4:5  | 1    | Товарищеский матч          |
| 8  | 16 декабря 1967  | СССР      | 1:4  | 1    | Товарищеский матч          |
| 9  | 18 августа 1968  | Перу      | 2:1  | -    | Тихоокеанский Кубок        |
| 10 | 22 августа 1968  | Перу      | 0:0  | -    | Тихоокеанский Кубок        |
| 11 | 23 октября 1968  | Мексика   | 3:1  | 1    | Товарищеский матч          |
| 12 | 27 ноября 1968   | Аргентина | 0:4  | -    | Кубок Карлоса Диттборна    |
| 13 | 4 декабря 1968   | Аргентина | 2:1  | -    | Кубок Карлоса Диттборна    |
| 14 | 18 декабря 1968  | ФРГ       | 2:1  | -    | Товарищеский матч          |
| 15 | 5 июня 1969      | Колумбия  | 3:3  | 1    | Товарищеский матч          |
| 16 | 11 июня 1969     | Аргентина | 1:2  | -    | Товарищеский матч          |
| 17 | 22 июня 1969     | ГДР       | 1:0  | -    | Товарищеский матч          |
| 18 | 6 июля 1969      | Парагвай  | 0:0  | -    | Товарищеский матч          |
| 19 | 13 июля 1969     | Уругвай   | 0:0  | -    | Отборочный матч к ЧМ 1970  |
| 20 | 27 июля 1969     | Эквадор   | 4:0  | -    | Отборочный матч к ЧМ 1970  |
| 21 | 3 августа 1969   | Эквадор   | 1:1  | -    | Отборочный матч к ЧМ 1970  |
| 22 | 10 августа 1969  | Уругвай   | 0:2  | -    | Отборочный матч к ЧМ 1970  |
| 23 | 5 августа 1973   | Перу      | 2:1  | 1    | Отборочный матч к ЧМ 1974  |
| 24 | 12 мая 1974      | Ирландия  | 1:2  | -    | Товарищеский матч          |
| 25 | 14 июня 1974     | ФРГ       | 0:1  | -    | Чемпионат мира 1974        |
| 26 | 18 июня 1974     | ГДР       | 1:1  | -    | Чемпионат мира 1974        |
| 27 | 22 июня 1974     | Австралия | 0:0  | -    | Чемпионат мира 1974        |
| 28 | 13 августа 1975  | Боливия   | 4:0  | -    | Кубок Америки 1975         |
| 29 | 20 августа 1975  | Перу      | 1:3  | 1    | Кубок Америки 1975         |
| 30 | 27 февраля 1977  | Эквадор   | 1:0  | -    | Отборочный матч к ЧМ 1978  |
| 31 | 6 марта 1977     | Перу      | 1:1  | -    | Отборочный матч к ЧМ 1978  |
| 32 | 20 марта 1977    | Эквадор   | 3:0  | -    | Отборочный матч к ЧМ 1978  |
| 33 | 26 марта 1977    | Перу      | 0:2  | -    | Отборочный матч к ЧМ 1978  |

Итого: 33 матча / 7 голов; 13 побед, 9 ничьих, 11 поражений.

### Тренерская
После завершения карьеры игрока в 1981 году, Рейносо сразу же приступил к тренерской карьере, первым его клубом стала его практически родная «Америка», с ней он выиграл чемпионат Мексики 1984 года, что сделало его единственным человеком в истории клуба, который выигрывал чемпионат Мексики и как игрок и как тренер.

## Достижения

### Командные
«Америка» (Мехико)
- Чемпион Мексики (2): 1971, 1976
- Серебряный призёр чемпионата Мексики: 1972
- Обладатель Кубка Мексики: 1974
- Финалист Кубка Мексики: 1976
- Обладатель Суперкубка Мексики: 1976
- Финалист Суперкубка Мексики (2): 1971, 1974
- Обладатель Кубка Чемпионов КОНКАКАФ: 1977
- Обладатель Межамериканского кубка: 1978

### Личные
- Лучший бомбардир чемпионата Чили: 1968 (28 голов)
- Номинант на звание лучшего футболиста Южной Америки: 1972

### Тренерские
«Америка» (Мехико)
- Чемпион Мексики: 1984